# محمد شبير (سياسي)
محمد عيد حماد شبير (28 مارس 1946 - 14 نوفمبر 2023) عالم أحياء دقيقة وسياسي فلسطيني. أُغتيل في 14 نوفمبر 2023 بضربة جوية للقوات الجوية الإسرائيلية على منزله في غزة خلال الحرب الفلسطينية الإسرائيلية.

## النشأة والتحصيل العلمي
في عام 1946، وُلد محمد شبير في مدينة خان يونس. حصل على بكالوريوس الصيدلة من جامعة الإسكندرية في عام 1968، ودرجة الدكتوراه في علم الأحياء الدقيقة من جامعة وست فرجينيا الأمريكية.

## الحياة العملية
كان شبير مُحاضرًا بالجامعة الإسلاميَّة وتَدَرَّج في مناصبه فيها حتى عُين في منصب أستاذ مساعد ومشارك في كليَّة العلوم/ قسم التحاليل الطبية بالجامعة، ثمَّ رئيسًا لقسم التحاليل الطبية وبعدها عميدًا لكلية العلوم حتَّى تولَّى منصب رئاسة الجامعة في العام 1993. وقد أنجز خلال فترة رئاسته للجامعة أكثر من 15 بحثًا في مجال التَّحاليل الطبيَّة. وتقاعد في أغسطس 2005.
في عام 2006، اتفقتا حركتي حماس وفتح على ترشيحه لرئاسة الحكومة الفلسطينية الحادية عشر حيث يُعد شبير مقربًا من الحركتين.